# Om ögon
Om ögon  är en dikt av Nils Ferlin. Den ingår i diktsamlingen En gammal cylinderhatt som gavs ut 1962, året efter att hans död inträffat. Diktsamlingen består av efterlämnade dikter. Just den här dikten är byggd på korta rader bestående av 3-7 ord med delar av meningar på varje rad. Sammanlagt består dikten av 88 ord utan att tecknen och rubriken är medräknade. Diktens innehåll är närmast en anafor då flertalet ord i dikten förekommer upprepade gånger. 

## Bakgrund
Nils Ferlin hade vid tiden för utgivandet av den här diktsamlingen (som dessutom var den sista för hans del eftersom han gick bort innan utgivningen) genomgått en del traumatiska saker i livet såsom faderns död under tidiga ungdomsår och moderns under de senare vuxna åren. Han hade rönt flera framgångar i livet och var en av Sveriges mest folkkära och citerade författare.

## Handling
Ett litet barn som ser de minsta detaljerna i vardagen, allt ifrån en stjärna till ett blad till ett bi, benämns vara det vackraste diktjaget vet i början av texten. Anledningen bakom det är att ett barns ögon är nyfikna, oskyldiga och kan se minsta alldagliga ting. Barnet ser till och med en solstråles reflektion i en vattenpöl, men observerar att den får man inte plaska i.
När diktjaget tänkt efter på vad som nyligen sagts, hade han inte tänkt på en äldre persons stillsamma ögon som åldrats med åren. Framförallt har dessa ögon fått uppleva allt vad livet har att erbjuda – både bra som dåliga saker. Utifrån detta drar diktjaget en slutsats och konstaterar att det inte finns något vackrare än dessa ögon, ”när de snuddas av glädje och skimra en stund och le”.

## Karaktärer
Karaktärerna i texten är människan. Läsaren får dock aldrig veta om det är en han/hon utan diktjaget benämner dem som ”barnets öga” och ”gamla och stillsamma ögon”.

## Språk och stil
Stämningen i dikten är varm och positiv och det är människan och hennes ögon som står i centrum, därav namnet på dikten.
Berättarperspektivet är ett begränsat allvetande tredjepersonsperspektiv som handling såväl tankar/hur personerna i texten ser på saker och ting. Det förekommer ett flertal kommentarer från berättarjaget i dikten.
Handlingen är uppbyggd på den vanliga expositionen när bakgrunden skildras och det förstående introduceras, klimax när ståndpunkten markeras samt peripeti när diktjaget ändrar sin åsikt om vilka de vackraste ögonen är – och upplösning när objekten i texten benämns. 
Det finns också en stegring i dikten då bland det första diktjaget skriver är följande: ”de vackraste ögon jag vet är barnets ögon...” och sedan i slutet ”då tänkte jag inte på de gamla och stillsamma ögon som dävnast i årens ve... då märkte jag nog att det finns inga vackrare ögon att se.”
Efter klimax i dikten är den slut. Då har diktjaget fått fram sin allra viktigaste ståndpunkt och har inget mer att säga. Besjälning och anafor är de stilmedel som använts mest i texten. Exempel på besjälning är när diktjaget skriver ”en solstråles lek i en vattenpuss” och anafor ”men jag sade således detta”. 
Titeln på dikten har en tydlig koppling till texten. Ögon benämns fyra gånger och resterande delar av dikten har en koppling till människans syn på saker och ting.

## Placering i tid
Dikten publicerades postumt 1962. Man kan se att den var tänkt att utspelas i all möjlig tid genom följande: 
- Att det alltid kommer finnas äldre personer samt barn.
- Att en äldre person alltid kommer ha genomgått mer i sitt liv än ett barn.
- Det finns än idag stjärnor, blad, bin och solstrålar som speglas i en vattenpöl precis som för femtio år sedan.
- Människor kan alltid relatera till dikten genom att tänka att en äldre människa upplevt mer än ett barn.

Man kan se att dikten är gammal eftersom det används gammalmodiga ord och uttryck såsom ”en solstråles lek i en vattenpuss” och ”gamla och stillsamma ögon som dävnast i årens ve”. 